# Magnus Carlsen
Sven Magnus Øen Carlsen (Tønsberg, 1990. november 30. –) norvég sakkozó, nagymester, ötszörös világbajnok a klasszikus időbeosztású sakkban (2013-2023), valamint rapid- (2014, 2015, 2016, 2019, 2022) és villámsakk világbajnok (2009, 2014, 2015, 2017, 2018, 2019, 2022), norvég bajnok (2006), U12 korosztályos világbajnoki ezüstérmes (2002), ötszörös Sakk-Oscar-díjas.
2014. májusban elért 2882 Élő-pontszámát minden idők legmagasabb pontszámaként tartják nyilván a sakkrekordok között. Először 2010. januárban, a férfiak között a sakktörténelemben a legfiatalabb versenyzőként, 19 évesen került a világranglista első helyére.
2013. novemberben szerezte meg a világbajnoki címet, miután a világbajnoki döntőben 6,5−3,5 arányban legyőzte az indiai Visuvanádan Ánandot. Címét a 2014-es sakkvilágbajnokságon az Ánand elleni 6,5−4,5 arányú győzelmével megvédte. Címvédését 2016. novemberben is megismételte, amikor a világbajnoki döntőben az orosz Szergej Karjakin ellen a 6–6-ra végződött mérkőzést követő rájátszásban 3–1 arányban győzött. Világbajnoki címét harmadszor az amerikai Fabiano Caruana ellen védte meg a 2018-as sakkvilágbajnokságon, ahol a 6–6-ra végződött alapszakaszt követően a rapidjátszmákban 3–0 arányban győzött. Negyedik címvédésére 2021. decemberben került sor, amikor az orosz Jan Nyepomnyascsij ellen már a 11. játszmát követően bebiztosította a győzelmet, és 7,5–3,5 arányban nyert.

## Élete és sakkpályafutása

### Gyerekkora
Magnus Carlsen 1990. november 30-án született Tønsbergben. Apja Henrik Carlsen informatikai szakértő, anyja Sigrun Øen vegyészmérnök volt. Három lánytestvére van: Ellen, Ingrid és Signe. Egy évet Finnországban, majd utána Brüsszelben dolgoztak, és csak 1998-ban tértek vissza Norvégiába. Carlsen ettől kezdve Oslo közelében, a Bærum községi Lommedalenben nőtt fel. Csodagyereknek tekintették: kétéves korában már kirakott egy 50 darabos puzzle-t, négyéves korában egyedül összerakott egy tizenéves gyerekeknek ajánlott legóautót. Ötéves volt, amikor apja vett egy sakk-készletet, hogy megtanítsa őt és egy évvel idősebb nővérét a játékra. Ekkor azonban a sakk kevésbé érdekelte, sokkal inkább szeretett focizni, síelni, bridzselni és olyan játékokkal játszani, mint a Monopoly. Nyolcéves volt, amikor jobban kezdte érdekelni a sakk, amikor nővére elkezdett versenyszerűen sakkozni, és Magnus meg szerette volna verni őt. Rávette apját, hogy vegyen neki sakk-könyveket. Első könyve Bent Larsen Find the Plan (Találj tervet!) című könyve volt. Tízéves korában apja felkérte edzőnek Torbjørn Ringdal Hansent, egykori norvég junior bajnokot. 2001-től már Simen Agdestein, a legerősebb norvég nagymester és sakkedző kezdett vele foglalkozni.

### A nagymesteri címig
A 2001-es áprilisi Élő-listán találkozunk először a nevével, 2064 ponttal iratkozott fel. A korcsoportos bajnokságokon változó sikerrel szerepelt. Legjobb eredményeként 2002-ben Krétán, a 12 éven aluliak világbajnokságán holtversenyes első helyezettként ezüstérmes volt az orosz Jan Nyepomnyascsij mögött. 2002-ben a 12 éven aluliak Európa-bajnokságán hatodik, 2003-ban az U14 korosztályos Európa-bajnokságon harmadik, ugyanebben az évben az U14 korosztályos világbajnokságon csak kilencedik.
Szorgalmasan tanult edzőjétől és példaképétől, Simen Agdesteintől. „Legalább 2700 Élő-pontos nagymester lesz a tanítványom, de remélem, hogy egyszer a világbajnoki címért is megküzdhet” – nyilatkozta a sokszoros norvég bajnok, az egykori válogatott labdarúgó, aki a foci szeretetére is megtanította tanítványát. 2003-ban, 13 évesen gyors egymásutánban teljesítette három versenyen a nemzetközi mesteri normát: januárban a Gausdal Troll Masters versenyen 10 játszmából 7 pontot, júniusban Stockholmban a Salongernas nemzetközi mesterversenyen 9 játszmából 6 pontot, és júliusban Koppenhágában a Politiken Cip versenyen 11 játszmából 8 pontot szerzett.
Magnust sikere után egyre több versenyre hívták meg. Káprázatos memóriája, remek kombinációi, élvezetes játéka, szerény magatartása, örökké mosolygós arca miatt rendkívül népszerű lett a versenyszervezők és rendezők körében. 2004-ben Reykjavíkban nagyszabású rapidversenyen az első fordulóban teljesült nagy álma, megmérkőzhetett a „királlyal”, Garri Kaszparovval. Az első partit elremizte, a másodikban kikapott Garritól, de nagyon mérges volt magára az elkövetett látványos hiba miatt. Kaszparov nagy elismeréssel szólt játékáról, a legnagyobb tehetségnek nevezte. Nem kellett sokat várni Carlsen második nagymesteri normájára: 2004. áprilisban Dubajban az azeri Sahrijar Mamedjarov mögött lett holtversenyben második, majd a rögtön e versenyt követő Sigeman and Co torna harmadik helye után már a sakkvilág akkori legfiatalabb nagymestereként köszönthették. Carlsen 13 éves, négy hónapos és 27 napos korában lett nagymester, ezzel jelenleg a harmadik helyet foglalva el a sakkcsodagyerekek közt Szergej Karjakin és Parimardzsan Negi után.

### A világbajnoki címig és világbajnokként
Káprázatos eredményeit a FIDE elnöke, Kirszan Iljumdzsinov szabadkártyával jutalmazta, Magnus indulhatott a Tripoliban megrendezett kieséses rendszerű világbajnokságon, de a sorsolás nem volt kegyes hozzá, az örmény Levon Aronjánnal mérkőzött meg az első körben. A jóval esélyesebb Aronjan azonban csak a rájátszásban múlta felül Magnust.
A 2007-es világbajnoki ciklusban a 2005-ben Varsóban megrendezett sakk-Európa-bajnokságon elért eredménye alapján szerzett kvalifikációt a 2005-ös sakkvilágkupán való indulásra. A 128 versenyző között a 97. helyre rangsorolt Carlsen a világkupán az első körben a grúz Zurab Azmaiparasvili ellen 3−1-re, a másodikban a tadzsik Farrukh Ammonatov ellen 1,5−0,5-re, a harmadikban a bolgár Ivan Cseparinov ellen 3−1-re győzött, míg a nyolcaddöntőben az orosz Jevgenyij Barejevtől 2,5−1,5 arányú vereséget szenvedett. Ebben a világbajnoki ciklusban a világkupa első 10 helyezettje juthatott tovább a világbajnokjelöltek versenyének 16 fős mezőnyébe, ezért a nyolcaddöntő vesztesei között páros mérkőzések keretében döntöttek a 9−16. hely sorsáról. A helyosztó mérkőzések során először a 15. kiemelt francia Joël Lautier ellen győzött 1,5−0,5-re, majd a 22. kiemelt orosz Vlagyimir Malahovot verte rájátszás után 3,5−2,5-re. A 9. helyért játszott mérkőzésen rájátszás után kapott ki 3−1-re a 13. kiemelt amerikai Gata Kamskytól, de a 10. helyezéssel is jogot szerzett a világbajnokjelöltek versenyén való indulásra. A 2007. május−júniusban az oroszországi Elisztában megrendezett világbajnokjelöltek versenyén a 16 játékos először egyenes kieséses rendszerben hatjátszmás páros mérkőzés keretében mérkőzött, amelyen Carlsen az örmény Levon Aronján ellen 3−3-as eredményt ért el, de a hosszabbítást Aronjan 4−2-re nyerte, és 7−5-ös összesítéssel ő jutott tovább.
A 2010-es világbajnoki ciklusban már Élő-pontszáma alapján indulhatott 10. kiemeltként a 2007-es sakkvilágkupán. Az első fordulóban 2−0-ra verte az ausztrál Zhao Zong-yuant, a másodikban 3−1-re győzött a német színekben versenyző Arkadij Naiditsch ellen, a harmadik körben a kubai Leinier Domínguez ellen és a nyolcaddöntőben az angol Michael Adams ellen 1,5−0,5 arányú győzelmet aratott. A negyeddöntőben a bolgár Ivan Cseparinovot verte 1,5−0,5-re és csak az elődöntőben esett ki, ahol a később a világkupát is megnyerő amerikai Gata Kamskytól szenvedett 1,5−0,5 arányú vereséget.
A 2012-es sakkvilágbajnokság versenysorozatában a világ legmagasabb Élő-pontszámú versenyzőjeként azonnali kvalifikációt kapott a világbajnokjelöltek versenyén való indulásra. A világbajnokság lebonyolítási rendszerével azonban nem értett egyet, ezért visszalépett az indulástól.
A 2013-as sakkvilágbajnokságon a világ legmagasabb Élő-pontszámú versenyzőjeként közvetlenül a világbajnokjelöltek versenyén indulhatott. A nyolcfős kétfordulós körmérkőzéses versenyen Vlagyimir Kramnyikkal holtversenyben végzett az élen, de a több nyert játszmája alapján Carlsen vívta ki a jogot, hogy a világbajnoki címért mérkőzzön a regnáló világbajnok Visuvanádan Ánanddal.
2013. november 22-én a FIDE sakkvilágbajnoka lett, miután 6,5–3,5 arányban legyőzte az indiai Visuvanádan Ánandot.
Világbajnoki címét 2014. november 23-án védte meg, miután a Szocsiban rendezett világbajnoki döntőben 6,5-4,5 arányban ismét legyőzte az ezúttal kihívóként jelentkező Ánandot.
A 2016-os sakkvilágbajnokság döntőjében kihívója az orosz Szergej Karjakin volt. A mérkőzésre 2016. novemberben New Yorkban került sor. A klasszikus időbeosztású 12 játszma 6–6 arányú döntetlennel ért véget. A rájátszás négy rapidjátszmából álló szakaszában Carlsen a két utolsó játszmát megnyerve 3–1 arányban győzött, ezzel ismét megvédte világbajnoki címét.
A 2018-as sakkvilágbajnokság döntőjében kihívója az amerikai Fabiano Caruana volt. A mérkőzést 2018. novemberben Londonban játszották. A klasszikus időbeosztású 12 játszma 6–6 arányú döntetlennel ért véget. A rájátszás négy rapidjátszmából álló szakaszában Carlsen az első három játszmát megnyerve 3–0 arányban győzött, ezzel harmadszor is megvédte világbajnoki címét.
A 2021-es sakkvilágbajnokság döntőjét az orosz Jan Nyepomnyascsij ellen vívta 2021. november–decemberben. A mérkőzés már a 11. játszma után véget ért Carlsen 7,5–3,5 arányú győzelmével, amellyel negyedszer is megvédte címét.
2023. júliusában bejelentette, hogy motivációhiányra hivatkozva nem indul a 2023-as sakkvilágbajnokságon és nem védi meg világbajnoki címét – de a sakktól nem vonul vissza.

## Kiemelkedő versenyeredményei
Carlsen akkor tett szert nemzetközi hírnévre, amikor 2004 januárjában, 13 éves korában győzött a nagyon rangos Corus sakktorna „C” csoportjában Wijk aan Zeeben. Két évvel később, 2006-ban ugyanott megnyerte az eggyel erősebb „B” kategóriás versenyt, ismét két évre rá, 2008. január 23-án pedig már a világ legerősebb sakkozóival felálló „A” csoportban állt az élen 10 forduló után, 3 fordulóval a torna vége előtt, végül Levon Aronjánnal holtversenyben végzett az első helyen. A tornát addigi legjobb FIDE Élő-pontszámával, 2765 ponttal kezdte, amely a legmagasabb pontszám volt Norvégiában és a világon az ifi játékosok között. A 2008 májusában Miskolcon tartott rapid páros mérkőzésen a világranglistán akkor előtte álló, többszörös világbajnokjelölt, 2004-ben Vlagyimir Kramnyikkal világbajnoki döntőt is játszó Lékó Pétert is legyőzte.
2009-ben a 3. helyen végzett a 2756-os átlag Élő-pontszámú linaresi szupertornán, holtversenyben 2–3. (végeredményben 2.) a szófiai 2755 átlagértékszámú M-Tel Masters versenyen és holtversenyben 2–4. (végeredményben 3.) a 2744 átlagos értékszámú dortmundi szupertornán. Ezt követően több első helyet szerzett a legrangosabb tornákon: a 2764 átlagértékű nankingi szupertornán, Moszkvában a villámsakk világbajnokságon és Londonban a London Chess Classic versenyen. 2010-ben az évet a hollandia Wijk aan Zeeben rendezett hagyományos Corus sakktorna megnyerésével kezdte, majd első lett Medgyesen a 2742 átlagértékszámú Kings Tournament versenyen, Bilbaóban csak 3. a 2789 átlagértékű Grand Slam Masters döntőjében Kramnyik és Ánand mögött, de ezután ismét első a 2766 átlagértékű nankingi tornán és a London Chess Classic versenyen.
2011-ben csak a 3. helyen kezdi az évet Wijk aan Zee-ben a 14 résztvevős 2740 átlagértékű Tata Steel szupertornán, de ezt követően négy nagy versenyt is nyer az év során: Medgyesen a 2757-es átlagú Kings Tournamentet, Bielben az Accentus nagymesterversenyt, a Sao Paolóban és Bilbaóban rendezett nagymesterek tornájának döntőjét és Moszkvában a tíz résztvevős 2776 átlagértékű 6. Tal-emlékversenyt. A London Chess Classic versenyen ezúttal harmadik, majd 2012-ben az év első versenyén a 2755 átlagértékű 74. Tata Steel versenyen második. Ezt követően első helyet szerez Moszkvában a 2776-os átlagú 7. Tal-emlékversenyen, a 2781-es átlagú Grand Slam döntőn Bilbaóban, valamint a 2752-es átlagú London Chess Classic versenyen.
2013-ban az első helyet szerezte meg a Tata Steel szupertornán, második lett a 2766 átlagú tornán Stavangerben és a Tal-emlékversenyen, majd megnyerte a szupererős 2797 átlagos Élő-pontszámú Sinquefield Cup versenyt Saint Louisban. 2014-ben megnyerte a 2780-as átlagú Vugar Gasimov-emlékversenyt Samkírban, és második lett a 2802 átlagú Sinquefield kupán Saint Louisban.
2015-ben első helyet szerzett a Tata Steel versenyen, a Baden-Badenben rendezett Grenke Chess Classicon, a 2774-es átlagú Gasimov-emlékversenyen, és második lett a 2795 átlagú Sinquefield kupán, majd holtversenyben az 1–3. helyen végzett a London Chess Classic versenyen, és 1–2. lett a Qatar Masters svájci rendszerű szupertornán Dohában. 2016-ban győzelemmel kezdte az évet, miután első lett a hagyományos Tata Steel versenyen. 2016. áprilisban első lett az egyik legerősebb, 2770 Élő-pont átlagú Norway Chess szupertornán. Ugyancsak első helyen zárt 2016. júliusban a 2777 Élő-pont átlagú IX. Bilbao Chess Masters Final versenyen.
2017-ben a 2. helyen végzett a 79. Tata Steel versenyen, majd áprilisban holtversenyben második lett a 4. Grenke Chess Classic tornán. Júniusban gyengén szerepelt a Norway Chess versenyen, ahol a klasszikus időbeosztású játszmákban csak a 9. helyet szerezte meg. Itt a villámversenyen vigasztalódhatott, amelyet megnyert. Ezt követően az első helyen végzett a Grand Chess Tour versenysorozat párizsi és leuveni tornáján, és holtversenyben a második lett a Sinquefield Cupon. Októberben megnyerte a Man szigeteki svájci rendszerű tornát, majd az év végén a Grand Chess Tour utolsó versenyén, a London Chess Classicon ugyan csak 5. lett, de összesítésben ő lett a versenysorozat győztese.
2019-ben hetedszer nyerte meg a Tata Steel tornát, a világ egyik legerősebb nagymesterversenyét.
Megjegyzés: + − győzelmek száma; - − vereségek száma; = − döntetlenek száma;
Eredmény: szerzett pontok/összes játszma
| Dátum | Helyszín          | Verseny                                                       | +   | -   | =   | Eredmény       | Hely.        |
| ----- | ----------------- | ------------------------------------------------------------- | --- | --- | --- | -------------- | ------------ |
| 2001  | Gausdal           |                                                               | 2   | 5   | 2   | 3/9            | 40−45.       |
|       | Oslo              |                                                               | 5   | 3   | 1   | 5½/9           | 9-13.        |
|       | Gausdal           | Gausdal Classics (IM-group A)                                 | 0   | 4   | 5   | 2½/9           | 8.           |
|       | Bergen            |                                                               | 2   | 4   | 3   | 3½/9           | 70−79.       |
|       | Panormos          |                                                               | 3   | 1   | 3   | 4½/7           |              |
| 2002  | Gausdal           |                                                               | 3   | 3   | 3   | 4½/9           | 24−26.       |
|       | Lysaker           |                                                               | 4   | 0   | 3   | 5½/7           |              |
|       | Gausdal           |                                                               | 2   | 1   | 6   | 5/9            | 8.           |
|       | Oslo              |                                                               | 3   | 1   | 1   | 3½/5           |              |
|       | Pelaro            |                                                               | 1   | 0   | 4   | 3/5            | 9−14.        |
|       | Helsinki          |                                                               | 3   | 6   | 2   | 4/11           | 10.          |
|       | Bergen            |                                                               | 4   | 3   | 2   | 5/9            |              |
|       | Kiel              |                                                               | 5   | 2   | 2   | 6/9            | 11−24.       |
| 2003  | Peníscola         | Ifjúsági sakk-Európa-bajnokság (U12)                          | 5   | 2   | 2   | 6/9            | 6. (6−11))   |
|       | Gausdal           |                                                               | 6   | 2   | 2   | 7/10           | 3−6.         |
|       | Gausdal           | Gausdal Classics                                              | 2   | 5   | 4   | 4/11           | 12.          |
|       | Asker község      |                                                               | 1   | 0   | 4   | 3/5            |              |
|       | Alta              | Baltikum bajnokság                                            | 4   | 0   | 2   | 5/6            | 2. (1−2)     |
|       | Fredrikstad       | Norvég bajnokság                                              | 3   | 1   | 5   | 5½/9           | 7. (3-7)     |
|       | Koppenhága        | 25. Politiken Cup                                             | 6   | 1   | 4   | 8/11           | 7−16.        |
|       | Salzburg          | 18. Schwarzach open (group А)                                 | 5   | 1   | 3   | 6½/9           | 4. (2−8)     |
|       | Budva             | Ifjúsági sakk-Európa-bajnokság(U14)                           |     |     |     | 6½/9           | 3. (3−6)     |
|       | Halkidikí         | Ifjúsági sakkvilágbajnokság (U14)                             | 7   | 3   | 1   | 7½/11          | 9. (9−13)    |
|       | Taormina          | Claude Pècaut-emlékverseny                                    | 3   | 1   | 5   | 5½/9           | 2−5.         |
|       | Budapest          | First Saturday                                                | 5   | 2   | 6   | 8/13           | 5. (4−5)     |
| 2004  | Wijk aan Zee      | Corus sakkverseny (group C)                                   | 9   | 1   | 3   | 10½/13         | 1.           |
|       | Moszkva           | Aeroflot open                                                 |     |     |     | 5½/9           | 40. (30−51)) |
|       | Reykjavík         | Tempo Tournament                                              | 4   | 4   | 1   | 4½/9           |              |
|       | Dubaj             | 6. Dubaj open                                                 | 4   | 0   | 5   | 6½/9           | 2−13.        |
|       | Malmö/Koppenhága  | 12th Sigeman & Co Chess Tournament                            | 4   | 2   | 3   | 5½/9           | 3.           |
|       | Molde             | Norvégia bajnoksága                                           | 6   | 1   | 2   | 7/9            | 2. (1−2)     |
|       | Koppenhága        | 26. Politiken Cup                                             | 5   | 0   | 5   | 7½/10          | 4−13.        |
|       | Lausanne          | Ifjúsági verseny                                              |     |     |     |                | 5−6.         |
|       | Gausdal           | Gausdal Classics (nagymester csoport)                         | 4   | 3   | 2   | 5/9            | 5.           |
|       | Hoogeveen         | Essent Crown                                                  | 1   | 3   | 2   | 2/6            | 4.           |
|       | Drammen           | Smart Fish Chess Masters                                      | 1   | 4   | 4   | 3/9            | 9−10.        |
| 2005  | Wijk aan Zee      | Wijk aan Zee 2005 (group В)                                   | 3   | 2   | 8   | 7/13           | 7.           |
|       | Gausdal           | Gausdal Classics                                              | 3   | 4   | 2   | 4/9            | 6−8.         |
|       | Varsó             | 6. sakk-Európa-bajnokság                                      | 5   | 2   | 6   | 8/13           | 16−43.       |
|       | Sandnes           | Norvégia bajnoksága                                           | 6   | 1   | 2   | 7/9            | 2. (1−2)     |
|       | Biel              | Biel 2005                                                     | 0   | 2   | 8   | 4/10           | 6.           |
|       | Gausdal           | Gausdal Bygger'n Masters                                      | 7   | 0   | 2   | 8/9            | 1.           |
|       | Skannerborg       | 2 Samba Cup                                                   | 1   | 2   | 6   | 4/9            | 8.           |
| 2006  | Reykjavík         | Glitnir Blitz 2006                                            |     |     |     | /              | 1.           |
|       | Biel              | Biel 2006                                                     | 4   | 2   | 4   | 6/10           | 2−3.         |
| 2007  | Wijk aan Zee      | Wijk aan Zee 2007                                             | 0   | 4   | 9   | 4½/13          | 13−14.       |
|       | Morelia/Linares   | Morelia−Linares 2007                                          | 4   | 3   | 7   | 7½/14          | 3. (2−3)     |
|       | Dortmund          | Dortmund 2007                                                 | 0   | 1   | 6   | 3/7            | 6.           |
|       | Biel              | Biel 2007                                                     | 4   | 2   | 3   | 5½/9           | 1. (1−2)     |
|       | Moszkva           | 2. Tal-emlékverseny 2007                                      |     |     |     | 4½/9           | 3−6.         |
| 2008  | Wijk aan Zee      | Wijk aan Zee 2008                                             | 5   | 2   | 6   | 8/13           | 2. (1−2)     |
|       | Morelia/Linares   | Morelia−Linares 2008                                          | 5   | 3   | 6   | 8/14           | 2.           |
|       | Nizza             | Amber 2008                                                    |     |     |     | 12/22          | 5. (2−5)     |
|       | Baku              | Grand Prix verseny Baku 2008                                  | 4   | 1   | 8   | 8/13           | 1−3.         |
|       | Foros             | Foros 2008                                                    | 5   | 0   | 6   | 8/11           | 1.           |
|       | Biel              | Biel 2008                                                     | 3   | 1   | 6   | 6/10           | 3.           |
|       | Bilbao            | Bilbao 2008                                                   | 3   | 3   | 4   | 13/30          | 2. (2−3)     |
| 2009  | Wijk aan Zee      | Wijk aan Zee 2009                                             | 2   | 1   | 10  | 7/13           | 5−6.         |
|       | Linares           | Linares 2009                                                  | 3   | 2   | 9   | 7½/14          | 3.           |
|       | Nizza             | Amber 2009                                                    |     |     |     | 13/22          | 4.           |
|       | Szófia            | Szófia 2009                                                   | 3   | 1   | 6   | 6/10           | 2. (2−3)     |
|       | Dortmund          | Dortmund 2009                                                 | 2   | 1   | 7   | 5½/10          | 3. (2−4)     |
|       | Nanking           | Nanking 2009                                                  | 6   | 0   | 4   | 8/10           | 1.           |
|       | Moszkva           | Tal-emlékverseny 2009                                         | 2   | 0   | 7   | 5½/9           | 2−3.         |
|       | Moszkva           | Villámsakk világbajnokság 2009                                |     |     |     | 31/42          | 1.           |
|       | London            | London 2009                                                   | 3   | 0   | 4   | 13/21          | 1.           |
| 2010  | Wijk aan Zee      | Wijk aan Zee 2010                                             | 5   | 1   | 7   | 8½/13          | 1.           |
|       | Nizza             | Amber 2010                                                    |     |     |     | 14½/22         | 1−2.         |
|       | Medgyes           | Medgyes 2010                                                  | 5   | 0   | 5   | 7½/10          | 1.           |
|       | Bilbao            | Bilbao 2010                                                   | 1   | 2   | 3   | 6/18           | 3.           |
|       | Nanking           | Nanking 2010                                                  | 4   | 0   | 6   | 7/10           | 1.           |
|       | Moszkva           | Villámsakk világbajnokság 2010                                |     |     |     | 23½/38         | 3.           |
|       | London            | London Chess Classic 2010                                     | 4   | 2   | 1   | 13/21          | 1.           |
| 2011  | Wijk aan Zee      | Wijk aan Zee 2011                                             | 5   | 2   | 6   | 8/13           | 3−4.         |
|       | Monaco            | Amber 2011                                                    |     |     |     |                | 2.           |
|       | Medgyes           | Medgyes 2011                                                  | 3   | 0   | 7   | 6½/10          | 1. (1−2)     |
|       | Biel              | Biel 2011                                                     | 5   | 1   | 4   | 19/30          | 1.           |
|       | São Paulo, Bilbao | Bilbao 2011                                                   | 3   | 1   | 4   | 13/30          | 1. (1−2)     |
|       | Moszkva           | Tal-emlékverseny                                              | 2   | 0   | 7   | 5½/9           | 1. (1−2)     |
|       | London            | London Chess Classic 2011                                     |     |     |     | 14/27          | 3.           |
| 2012  | Wijk aan Zee      | Wijk aan Zee 2012                                             |     |     |     | 8/13           | 2. (2−4)     |
|       | Moszkva           | Tal-emlékverseny                                              | 2   | 0   | 7   | 5½/9           | 1.           |
|       | Asztana           | Villámsakk világbajnokság                                     | 8   | 2   | 5   | 10½/15         | 2.           |
|       | São Paulo, Bilbao | Bilbao 2012 Grand Slam döntő                                  | 4   | 1   | 5   | 17/30          | 1. (1−2)     |
|       | London            | London Chess Classic 2012                                     | 5   | 0   | 3   | 18/24          | 1.           |
| 2013  | Wijk aan Zee      | Wijk aan Zee 2013 75. nemzetközi verseny                      | 7   | 0   | 6   | 10/13          | 1.           |
|       | Stavanger         | Stavanger 2013                                                | 3   | 1   | 5   | 5½/10          | 2. (2−3)     |
|       | Moszkva           | 8. Tal-emlékverseny                                           | 3   | 1   | 5   | 5½/9           | 2.           |
|       | Saint Louis       | Saint Louis 2013                                              | 3   | 0   | 3   | 4½/6           | 1.           |
| 2014  | Zürich            | Zürich 2014 Klasszikus Rapid Összesen                         | 3 1 | 0 2 | 2   | 8/10 2/5 10/15 | 1.           |
|       | Caxias do Sul     | XIII Torneio Aberto Internacional de Xadrez Festa da Uva 2014 | 8   | 0   | 1   | 8½/9           | 1.           |
|       | Samkír            | Gasimov-emlékverseny                                          | 5   | 2   | 3   | 6½/10          | 1.           |
|       | Stavanger         | Stavanger 2014 Klasszikus Villám                              | 2 6 | 0   | 7 3 | 5½/9 7½/9      | 2. 1.        |
|       | Dubaj             | Rapid és villám világbajnokság 2014 Rapid Villám              |     |     |     | 11/15 17/21    | 1. 1.        |
|       | Saint Louis       | Saint Louis 2014                                              | 2   | 1   | 7   | 5½/10          | 2.           |
| 2015  | Wijk aan Zee      | Wijk aan Zee 2015                                             | 6   | 1   | 6   | 9/13           | 1.           |
|       | Baden-Baden       | Grenke Chess Classic 2015                                     | 3   | 1   | 3   | 4½/7           | 1. (1−2)     |
|       | Samkír            | Gasimov-emlékverseny 2015                                     | 5   | 0   | 4   | 7/9            | 1.           |
|       | Stavanger         | Stavanger 2015                                                | 2   | 4   | 3   | 3½/9           | 7. (7-8)     |
|       | Saint Louis       | Saint Louis 2015                                              | 3   | 2   | 4   | 5/9            | 2. (2-5)     |
| 2016  | Wijk aan Zee      | Corus sakktorna                                               | 5   | 0   | 8   | 9/13           | 1.           |
|       | Stavanger         | Norway Chess                                                  | 4   | 1   | 4   | 6/9            | 1.           |
|       | Bilbao            | Chess Masters Final                                           | 4   | 1   | 5   | 17/10          | 1.           |
| 2017  | Wijk aan Zee      | 79. Tata Steel 2017                                           | 2   | 0   | 5   | 4,5/7          | 2–4.         |
|       | Baden-Baden       | 4. Grenke Classic                                             |     |     |     | 4/7            | 2–3.         |
|       | Párizs            | Grand Chess Tour                                              |     |     |     |                | 1.           |
|       | Leuven            | Grand Chess Tour                                              |     |     |     |                | 1.           |
|       | Saint Louis       | Sinquefield Cup                                               | 3   | 1   | 5   | 5,5/9          | 2–3.         |
|       | Man-sziget        | Isle of Man Open                                              | 6   | 0   | 3   | 7,5/9          | 1.           |
|       | London            | London Chess Classic                                          | 2   | 1   | 6   | 5/9            | 5.           |

## Eredményei csapatban

### Sakkolimpia
2004 óta Norvégia válogatott csapatának első táblásaként vett részt a sakkolimpiákon. A sakkolimpiákon játszott 51 játszmájából 25 játékot nyert, 19-szer végzett döntetlenül és 7 alkalommal szenvedett vereséget, amely 67,6%-os teljesítmény.

### Sakkcsapatok Európa-bajnoksága
2007-ben és 2015-ben szerepelt Norvégia válogatottjának első tábláján a nemzeti sakkcsapatok Európa-bajnokságán. 2007-ben egyéni eredményével ezüstérmet szerzett. Az eddig játszott 16 játszmájából 7 alkalommal nyert, hatszor végzett döntetlenül és 3 alkalommal kapott ki. Teljesítménye 62,5%.

## Játékereje
A 2004. július 1-től érvényes világranglistán (13 évesen) már 2567 ponttal jeleskedett, 2006. januárban került be először a Top100-ba, amikor 2625 ponttal a 89. helyre került. A sűrű versenyprogram közepette azért be-becsúsztak gyengébb eredmények is, de töretlenül küzdött, harcolt, hibáin tanulva lépegetett előre. Egyre erősebb tornákra kapott meghívást, állta a sarat, szélesítette a megnyitási repertoárját, javította a technikáját. 2008. januárban került a junior világranglista első helyére, és ezt a helyét junior kora végéig, 2010. novemberig tartotta. 2008. júliusban 2775 ponttal a felnőtt világranglista 6. helyét foglalva el került először a világ legjobb 10 sakkozója közé. 2010. januárban került először a világranglista élére, ekkor mind a felnőtt, mind a junior ranglistán az élen állt. 2011. július óta megszakítás nélkül vezeti a ranglistát.
2013 januárjában Carlsen 2861 ponttal vezette a FIDE listáját, ez akkor minden idők legmagasabb Élő-pontszáma volt, megdöntve Kaszparov addigi 2851-es rekordpontszámát (amelyet Kaszparov 1999. júliusban ért el). Magas pontszámát azóta is folyamatosan tartja, sőt növelni is tudta, a 2014. májusban elért 2882 pontja minden idők eddigi legmagasabb pontszáma. 2016. decemberben az Élő-pontszáma 2840.

## Képgaléria
- Magnus Carlsen 2004-ben
- 2008-ban
- 2012-ben
- 2016-ban

## Emlékezetes játszmái
|    | |    |    |    |    |    |    |
|    | \| \| \| \| \| \| \| \| \| \| \| \| \| \| \| \| \| \| \| \| \| \| \| \| \| \| \| \| \| \| \| \| \| \| \| \| \| \| \| \| \| \| \| \| \| \| \| \| \| \| \| \| \| \| \| \| \| \| \| \| \| \| \| \| \| \| \| \| \| \| \| \| |    |    |    |    |    |    |
|    | |    |    |    |    |    |    |
| a8 | b8 | c8 | d8 | e8 | f8 | g8 | h8 |
| a7 | b7 | c7 | d7 | e7 | f7 | g7 | h7 |
| a6 | b6 | c6 | d6 | e6 | f6 | g6 | h6 |
| a5 | b5 | c5 | d5 | e5 | f5 | g5 | h5 |
| a4 | b4 | c4 | d4 | e4 | f4 | g4 | h4 |
| a3 | b3 | c3 | d3 | e3 | f3 | g3 | h3 |
| a2 | b2 | c2 | d2 | e2 | f2 | g2 | h2 |
| a1 | b1 | c1 | d1 | e1 | f1 | g1 | h1 |

| a8 | b8 | c8 | d8 | e8 | f8 | g8 | h8 |
| a7 | b7 | c7 | d7 | e7 | f7 | g7 | h7 |
| a6 | b6 | c6 | d6 | e6 | f6 | g6 | h6 |
| a5 | b5 | c5 | d5 | e5 | f5 | g5 | h5 |
| a4 | b4 | c4 | d4 | e4 | f4 | g4 | h4 |
| a3 | b3 | c3 | d3 | e3 | f3 | g3 | h3 |
| a2 | b2 | c2 | d2 | e2 | f2 | g2 | h2 |
| a1 | b1 | c1 | d1 | e1 | f1 | g1 | h1 |

Magnus Carlsen−Hans Krogh Harestad, Politiken Cup 2003, spanyol megnyitás, Csigorin-védelem (ECO C98), 1−0
1. e4 e5 2. Hf3 Hc6 3. Fb5 a6 4. Fa4 Hf6 5. O-O b5 6. Fb3 Fe7 7. Be1 d6 8. c3 O-O 9. h3 Ha5 10. Fc2 c5 11. d4 Vc7 12. Hbd2 Hc6 13. d5 Hd8 14. a4 Ba7 15. Hf1 g6 16. Fh6 Be8 17. Hg3 Hd7 18. Hh2 f6 19. Fe3 Hb6 20. axb5 axb5 21. Fd3 Fd7 22. Vd2 Hf7 23. Bxa7 Va7 24. Ve2 Va6 25. Hg4 Kg7 26. Fc1 Ha4 27. Fc2 Ba8 28. Ve3 c4 29. Bf1 Hc5 30. Hh6 Hg5 31. f4 exf4 32. Vxf4 Fh3 33. Vh4 Fd7 34. e5 dxe5 35. Hh5 gxh5 36. Vxg5 fxg5 37. Bf7 Kxh6 38. Bh7# 1-0
Magnus Carlsen−G. S. Talleksen Ostmoe, norvég bajnokság, 2005, vezérindiai védelem, Nimzowirsch-változat (ECO E15), 1−0
1. Hf3 Hf6 2. c4 e6 3. d4 b6 4. g3 Fa6 5. b3 b5 6. cxb5 Fxb5 7. Fg2 d5 8. O-O Hbd7 9. Hc3 Fa6 10. Be1 Fd6 11. Fb2 O-O 12. e4 Hxe4 13. Hxe4 dxe4 14. Bxe4 Fb7 15. Bh4 Fe7 16. Bh3 Hf6 17. Ve2 Fd5 18. Be1 Vb8 19. He5 Vb7 20. Fxd5 Vxd5 21. Vc2 c5 22. Hg4 h6 23. Be5 Vf3 24. Hxh6+ gxh6 25. Bxh6 Kg7 26. Bg5+ Kxh6 27. Fc1 cxd4 28. Bg4+ Ve3 29. Bh4+ Hh5 30. Bxh5+ Kxh5 31. Vh7+ Kg4 32. fxe3 Bac8 33. Kg2 Bxc1 34. h3+ Kg5 35. Vg7+ Kf5 36. g4+ Ke4 37. Vxd4# 1-0
Jon Ludwig Hammer−Magnus Carlsen, U14 ifjúsági sakkvilágbajnokság 2003, indiai játék, Wade−Tartakower-védelem (ECO A04), 0−1
1. Hf3 d6 2. d4 Hf6 3. Hbd2 g6 4. e4 Fg7 5. Fd3 O-O 6. O-O Hc6 7. c3 e5 8. h3 Hh5 9. dxe5 Hf4 10. Fb5 Hxe5 11. Hxe5 Vg5 12. Hg4 Vxb5 13. Hb3 He2+ 14. Kh1 Fxg4 15. hxg4 Bae8 16. Fe3 Bxe4 17. Be1 Vh5+ 0-1
|    | |    |    |    |    |    |    |
|    | \| \| \| \| \| \| \| \| \| \| \| \| \| \| \| \| \| \| \| \| \| \| \| \| \| \| \| \| \| \| \| \| \| \| \| \| \| \| \| \| \| \| \| \| \| \| \| \| \| \| \| \| \| \| \| \| \| \| \| \| \| \| \| \| \| \| \| \| \| \| \| \| |    |    |    |    |    |    |
|    | |    |    |    |    |    |    |
| a8 | b8 | c8 | d8 | e8 | f8 | g8 | h8 |
| a7 | b7 | c7 | d7 | e7 | f7 | g7 | h7 |
| a6 | b6 | c6 | d6 | e6 | f6 | g6 | h6 |
| a5 | b5 | c5 | d5 | e5 | f5 | g5 | h5 |
| a4 | b4 | c4 | d4 | e4 | f4 | g4 | h4 |
| a3 | b3 | c3 | d3 | e3 | f3 | g3 | h3 |
| a2 | b2 | c2 | d2 | e2 | f2 | g2 | h2 |
| a1 | b1 | c1 | d1 | e1 | f1 | g1 | h1 |

| a8 | b8 | c8 | d8 | e8 | f8 | g8 | h8 |
| a7 | b7 | c7 | d7 | e7 | f7 | g7 | h7 |
| a6 | b6 | c6 | d6 | e6 | f6 | g6 | h6 |
| a5 | b5 | c5 | d5 | e5 | f5 | g5 | h5 |
| a4 | b4 | c4 | d4 | e4 | f4 | g4 | h4 |
| a3 | b3 | c3 | d3 | e3 | f3 | g3 | h3 |
| a2 | b2 | c2 | d2 | e2 | f2 | g2 | h2 |
| a1 | b1 | c1 | d1 | e1 | f1 | g1 | h1 |

Magnus Carlsen−Szergej Karjakin, Tata Steel 2013, királyindiai támadás, jugoszláv változat (ECO A11), 1−0
1.Hf3 Hf6 2.g3 d5 3.Fg2 c6 4.O-O Fg4 5.c4 e6 6.d3 Hbd7 7.cxd5 exd5 8.Vc2 Fe7 9.Hc3 Fxf3 10.Fxf3 d4 11.He4 O-O 12.Hxf6+ Hxf6 13.Fd2 a5 14.a3 Hd5 15.Bab1 Vd7 16.Bfc1 Bfe8 17.Vc4 Hc7 18.h4 a4 19.Fb4 Hb5 20.Kg2 h6 21.Fc5 g6 22.Vb4 Ff6 23.Vd2 Kg7 24.Bc4 Ba6 25.Vd1 b6 26.Fb4 c5 27.Fd2 Hc7 28.Bcc1 Hd5 29.Vh1 Fe7 30.Kg1 Bd8 31.Bc2 Ve6 32.Vg2 Ba7 33.Be1 Bad7 34.Kh2 Bc8 35.Vh3 Vxh3+ 36.Kxh3 h5 37.Bb1 Ba8 38.Kg2 Ba6 39.b3 axb3 40.Bxb3 Ff6 41.Bc4 Bd6 42.Kf1 Kf8 43.a4 Hc3 44.Ff4 Be6 45.e3 Hxa4 46.Fd5 Be7 47.Fd6 b5 48.Fxe7+ Fxe7 49.Bxb5 Hb6 50.e4 Hxc4 51.Bb8+ Kg7 52.Fxc4 Ba7 53.f4 Fd6 54.Be8 Bb7 55.Ba8 Fe7 56.Kg2 Bb1 57.e5 Be1 58.Kf2 Bb1 59.Be8 Ff8 60.Bc8 Fe7 61.Ba8 Bb2+ 62.Kf3 Bb1 63.Fd5 Be1 64.Kf2 Bd1 65.Be8 Ff8 66.Fc4 Bb1 67.g4 hxg4 68.h5 Bh1 69.hxg6 fxg6 70.Be6 Kh6 71.Fd5 Bh2+ 72.Kg3 Bh3+ 73.Kxg4 Bxd3 74.f5 Be3 75.Bxg6+ Kh7 76.Fg8+ Kh8 77.Kf4 Bc3 78.f6 d3 79.Ke3 c4 80.Fe6 Kh7 81.Ff5 Bc2 82.Bg2+ Kh6 83.Bxc2 dxc2 84.Fxc2 Kg5 85.Kd4 Fa3 86.Kxc4 Fb2 87.Kd5 Kf4 88.f7 Fa3 89.e6 Kg5 90.Kc6 Kf6 91.Kd7 Kg7 92.e7 1-0
Magnus Carlsen−Atle Groenn, norvég bajnokság, 2005, félszláv védelem, anti-Moszkva csel (ECO D43), 1−0
1. Hf3 d5 2. d4 Hf6 3. c4 c6 4. Hc3 e6 5. Fg5 h6 6. Fh4 Vb6 7. Vc2 He4 8. e3 Fb4 9. Fd3 Va5 10. O-O Hxc3 11. bxc3 Fxc3 12. Bab1 dxc4 13. Fxc4 Fb4 14. He5 Fd6 15. f4 Vc7 16. Ve4 b6 17. Hxf7 Vxf7 18. f5 Vh5 19. Fxe6 Hd7 20. f6 Hxf6 21. Bxf6 Vxh4 22. Vxc6+ Ke7 23. Bf7+ Kxe6 24. Vc4# 1-0 